# Bassaïdou
Bassaïdou ou Bassidou (en persan : باسعیدو / Bâsaʿidu ou Bâsʿidu) est une ville portuaire iranienne située sur l'île de Qechm, dans la province de Hormozgan.
Une base navale britannique y fut construite en 1882.